# 大高滩水库
大高滩水库是中国四川省广安市岳池县境内的一座水库，位于嘉陵江支流酉溪河上，建于1960年。水库正常库容为2946万立方米，集雨面积为132平方千米，海拔为369.46米。